# Болозівська сільська рада
Болозівська сільська рада — орган місцевого самоврядування у Старосамбірському районі Львівської області. Адміністративний центр — село Болозів.

## Загальні відомості
Болозівська сільська рада утворена в 1939 році. Водоймища на території, підпорядкованій даній раді: річка Болозівка.

## Населені пункти
Сільській раді підпорядковані населені пункти:
- с. Болозів
- с. Нижня Вовча

## Склад ради
Рада складається з 16 депутатів та голови.

### Керівний склад попередніх скликань
| ПІБ                    | Основні відомості                                                                            | Дата обрання | Дата звільнення |
| ---------------------- | -------------------------------------------------------------------------------------------- | ------------ | --------------- |
| Канюк Зенон Андрійович | Сільський голова, 1960 року народження, безпартійний                                         | 26.03.2006   | 31.10.2010      |
| Куляс Осип Казимирович | Сільський голова, 1962 року народження, освіта середня загальна, член Народного Руху України | 31.10.2010   |                 |

Примітка: таблиця складена за даними джерела